# Liste von Sakralbauten in Nettetal
Die Liste von Sakralbauten in Nettetal listet gegenwärtige und ehemalige Sakralbauten in der nordrhein-westfälischen Stadt Nettetal auf. Zusätzlich werden hier auch Versammlungshäuser und -räume (o. Ä.) von religiösen Gemeinschaften aus Nettetal sowie Trauerhallen auf Friedhöfen aufgeführt, die im engeren Sinne keine Sakralbauten sind.

## Liste

### Breyell
| Abbildung      | Name / Bezeichnung | Zugehörigkeit                | Adresse, Koordinaten            | Bauzeit | Beschreibung |
| -------------- | ------------------ | ---------------------------- | ------------------------------- | ------- | --- |
| weitere Bilder | St. Lambertus      | Römisch-Katholische Gemeinde | Am Kastell 4A, 41334 Nettetal   | 1118    | Bereits vor dem 10. Jahrhundert soll es eine Pfarre in Breyell gegeben haben (das Patrozinium des Hl. Lambertus deutet darauf hin). Urkundlich ist nachgewiesen, dass Graf Gerhard von Wassenberg und Geldern am 30. September 1118 eine Collegiatkirche in Wassenberg stiftete, die er u. a. mit Gütern in Breyell ausstattete. Ende des 19. Jahrhunderts wurde das vorhandene Gotteshaus komplett umgebaut, es konnte am 4. Oktober 1905 durch den Bischof Hermann Jakob Dingelstad aus Münster feierlich eingeweiht werden. Nach einer notwendigen Renovierung konnte die Kirche am 30. September 2009 in einem Festhochamt durch den Weihbischof Dr. Johannes Bündgens neu eröffnet werden. |
| weitere Bilder | St. Peter und Paul | Römisch-Katholische Kapelle  | Leutherheide 35, 41334 Nettetal | 1628    | Die Anfänge der katholischen Pfarrvikarie Sankt Peter und Paul Leutherheide gehen auf das Jahr 1628 zurück, in diesem Jahr wurde der erste Teil der heutigen Kapelle errichtet. 1768 wurde die Kapelle zum ersten Mal erheblich erweitert und 1801 den Apostelfürsten Peter und Paul geweiht. Die Erweiterung auf die heutige Größe fand im Jahr 1899 statt, die Selbstständigkeit erlangte die Pfarrgemeinde am 1. Dezember 1907. Mit ca. 250 Gemeindemitgliedern ist Sankt Peter und Paul Leutherheide eine der kleinsten Kirchengemeinden im Bistum Aachen. |
| weitere Bilder | Synagoge Breyell   | Judentum                     | Biether Straße, 41334 Nettetal  | 1910    | Für die Mitte des 18. Jahrhunderts sind erste jüdische Mitbürger in Breyell nachgewiesen, die Synagoge konnte im Oktober 1910 feierlich eingeweiht werden. Das Gebäude wurde am 9. November 1938 komplett zerstört. Am 9. November 2013 wurde (in Zusammenarbeit mit der Städtischen Gesamtschule Nettetal) etwa 250 Meter vom alten Standort der Synagoge in Richtung Stadtmitte das „Mahnmal für die ehemalige Synagoge in Breyell“ (s. Bild) errichtet. |

### Hinsbeck
| Abbildung      | Name / Bezeichnung                    | Zugehörigkeit                       | Adresse, Koordinaten             | Bauzeit       | Beschreibung |
| -------------- | ------------------------------------- | ----------------------------------- | -------------------------------- | ------------- | --- |
| weitere Bilder | St. Peter                             | Römisch-Katholische Gemeinde        | An St. Peter 3A, 41334 Nettetal  | 1863 bis 1867 | Die neugotische dreischiffige Backsteinhalle mit einem Querschiff und drei Chorpolygonen wurde von 1863 bis 1867 nach Plänen von Vinzenz Statz errichtet. Der vorgesetzte Westturm wurde 1882 gebaut. Im Innenraum ruhen Kreuzrippengewölbe über Rundpfeilern. Die ornamentalen und figürlichen Bleiglasfenster wurden 1967 von Johannes Beeck angefertigt. |
| weitere Bilder | St. Croix Kapelle                     | Römisch-Katholische Kapelle         | Bergstraße 32, 41334 Nettetal    | 1724          | Schon im 13. Jahrhundert gab es an dieser Stelle den „Hagelkreuzberg“, zu dem an bestimmten Feiertagen feierliche Prozessionen durchgeführt wurden, um die Felder vor Hagelschlag zu schützen. Im Jahr 1724 wurde dort die Kreuzkapelle (ein oktogonaler Putzbau mit flacher Holzdecke und ovalen Fenstern) auf Veranlassung des Geistlichen Matthias Xylander erbaut. |
| weitere Bilder | Johanniskapelle                       | Römisch-Katholische Kapelle         | Johannesstraße 1, 41334 Nettetal | 1617          | Die Johanniskapelle wurde erstmals 1617 in einem Brief des Bischofs von Roermond erwähnt, 1671 wurde die Kapelle (die nur aus einem Betraum bestand) um den Altarraum erweitert. Im 19. Jahrhundert wurde die Kapelle (ein einschiffiges Backsteinkapellchen mit flachem Chorabschluss) durch den Kölner Architekten Vinzenz Statz renoviert, seit 1950 kümmert sich die St.-Johannes-Bruderschaft Schlöp um die Renovierung und Pflege der Kapelle. |
| weitere Bilder | Evangelische Kirchengemeinde Hinsbeck | Evangelische Landeskirchen-Gemeinde | Parkstraße, 41334 Nettetal       | 1969          | Ca. 1870 wurden die ersten evangelischen Christen in Hinsbeck nachgewiesen, es handelte sich meist um preußische Zollbeamte, die am Ort wohnten. Da die Anzahl der evangelischen Christen relativ klein war, wurde keine eigene Gemeinde eingerichtet. Durch die vielen Vertriebenen und Flüchtlinge nach dem Zweiten Weltkrieg wuchs die Gemeinde aber schnell an, weshalb im Jahr 1966 die Planung eines eigenen Gotteshauses durchgeführt werden konnte. Die nach den Plänen des Architekten Walter Froneberg erstellte Zeltkirche konnte am 30. März 1969 feierlich geweiht werden. |

### Kaldenkirchen
| Abbildung      | Name / Bezeichnung                         | Zugehörigkeit                       | Adresse, Koordinaten            | Bauzeit       | Beschreibung |
| -------------- | ------------------------------------------ | ----------------------------------- | ------------------------------- | ------------- | --- |
| weitere Bilder | St. Clemens                                | Römisch-Katholische Gemeinde        | Kehrstraße 30, 41334 Nettetal   | 1450 bis 1500 | Historisch lässt sich z. Zt. leider nicht eindeutig klären, ob der heutige Kirchenbau das dritte oder vierte Gotteshaus in Kaldenkirchen darstellt. Nachweislich wurde zwischen 1450 und 1500 an diesem Ort eine gotische Kirche erbaut, von der noch der eindrucksvolle Glockenturm erhalten ist. Um 1890 wurde das Gebäude (bis auf den Glockenturm) vollständig abgerissen und durch den heutigen Neubau (nach den Plänen des Architekten Hahnemann aus Münster) ersetzt. Am 24. August 1897 konnte das neue Gotteshaus feierlich eingeweiht werden. Die vom Gelderner Kirchenmaler Heinrich Brey in den Jahren 1906 bis 1908 geschaffene Ausmalung sowie der gesamte Fensterbestand konnte in den Jahren 1994 bis 1997 restauriert werden. |
| weitere Bilder | Evangelische Kirchengemeinde Kaldenkirchen | Evangelische Landeskirchen-Gemeinde | Kehrstraße 59, 41334 Nettetal   |               | Die ersten reformatorischen Spuren in Kaldenkirchen sind für das Jahr 1533 nachgewiesen, 1572 gab es die erste Erwähnung einer reformierten Gemeinde am Ort. Mit niederländischer Unterstützung konnte 1672 mit dem Bau des Gotteshauses begonnen werden. Es handelt sich um eine von der Straße nicht sichtbare Hofkirche, die durch Pfarr- und Schulhaus abgeschirmt ist, der Zugang von der Kehrstraße ist durch eine kleine Gasse möglich. |
| weitere Bilder | Synagoge Kaldenkirchen                     | Judentum                            | Synagogenstraße, 41334 Nettetal | 1873          | Der erstmalige Nachweis jüdischer Mitbürger in Kaldenkirchen gibt es für das Jahr 1707. Im Juli 1873 konnte die Synagoge feierlich eingeweiht werden, sie wurde 1923 renoviert und während des Novemberpogroms durch Brandstiftung zerstört. Eine Gedenktafel an einem Haus gegenüber der zerstörten Synagoge beschreibt den Standort, weiterhin stellt ein im Boden eingelassenes Graphitsteinband die Umrisse des Gebäudes dar. |

### Leuth
| Abbildung      | Name / Bezeichnung | Zugehörigkeit                | Adresse, Koordinaten                   | Bauzeit       | Beschreibung |
| -------------- | ------------------ | ---------------------------- | -------------------------------------- | ------------- | --- |
| weitere Bilder | St. Lambertus      | Römisch-Katholische Gemeinde | Johann-Finken-Straße 6, 41334 Nettetal | 1860 bis 1861 | Die katholische Pfarrkirche St. Lambertus ist eine dreischiffige Backsteinhallenkirche mit polygonalem Chor (Vincenz Statz, 1860/61) und vorgestelltem Westturm des 15. Jahrhunderts (1650/51 neu ummantelt). Sie ist Mittelpunkt des inselartigen Kerns von Leuth zusammen mit einigen benachbarten Hofanlagen und den umgebenden Frei- und Wegeflächen (Kirchhof, Fußwege) und prägt die Silhouette des Dorfes. Bis Mitte des 19. Jahrhunderts war der Kirchhof die Begräbnisstätte für Leuth. 1850 wurde, wie damals wegen neuer hygienischer Erkenntnisse üblich, ein neues Friedhofsgelände außerhalb des alten Ortskerns erworben und 1860 in Gebrauch genommen. Auf dem Kirchhof gibt es noch einige Grabsteine aus dem 17. und 18. Jahrhundert. Der Kirchhof ist umgeben von einer Backsteinmauer, die auch den von der Johannes-Finken-Straße auf den Chor zuführenden Fußweg begleitet. |

### Lobberich
| Abbildung      | Name / Bezeichnung                          | Zugehörigkeit                         | Adresse, Koordinaten                    | Bauzeit | Beschreibung |
| -------------- | ------------------------------------------- | ------------------------------------- | --------------------------------------- | ------- | --- |
| weitere Bilder | St. Sebastian                               | Römisch-Katholische Gemeinde          | An St. Sebastian, 41334 Nettetal        | 1893    | Da sich die Einwohnerzahl von Lobberich durch die Industrialisierung sprunghaft erhöhte, war ein Neubau einer Pfarrkirche erforderlich geworden. Die Grundsteinlegung erfolgte im Oktober 1891, das neue neuromanische Gotteshaus „St. Sebastian“ konnte 1893 fertig gestellt werden. Sie konnte am 15. Oktober 1893 durch den Bischof von Münster, Hermann Dingelstad feierlich eingeweiht werden. In den Jahren 1987 bis 1990 musste die Kirche geschlossen werden, da statische Fehler beim Bau beseitigt werden mussten. Die „Alte Kirche“ blieb bestehen und wurde nicht abgerissen. |
| weitere Bilder | Zum heiligen Josef                          | Römisch-Katholische Gemeinde          | Am Treppchen 2–3, 41334 Nettetal        | 1200    | Am 25. Juli 1471 wurde die Vikarie zu Lobberich durch eine Stiftung der Eheleute Johann von Besell und Katharina von Bocholtz errichtet, sie wurde den Heiligen Antonius, Fabianus und Sebastianus geweiht. Romanische Mauerreste (einer Vorgängerkirche an diesem Ort) wurden um 1200 datiert, die heutige gotische Pfarrkirche stammt (bis auf wenige Ausnahmen) aus dem späten 14. bis frühen 15. Jahrhundert. Im Jahr 1710 wurde das Gotteshaus barockisiert, durch die teilweise Zerstörung der Barockeinrichtung der Kirche im Krieg (sowie in der nachfolgenden Zeit und durch die Entfernung des Stuckputzes) erhielt der Kirchenraum seinen gotischen Charakter weitgehend zurück. Im Jahr 1893 war ein Neubau (St. Sebastian Lobberich) notwendig geworden, da sich die Einwohnerzahl durch die Industrialisierung sprunghaft erhöhte. Die Bürger verhinderten den Abriss der „Alten Kirche“, sie wurde bis 1941 als Schulkirche benutzt. Während des Zweiten Weltkriegs wurde die Kirche teilweise zerstört, konnte aber durch Spenden der Bürger wieder aufgebaut werden. 1967 konnten (wiederum durch Spenden der Bürger) die durch mutwillige Verwüstungen entstandenen Schäden im Innenraum beseitigt werden. Seit einigen Jahren wird das Leben in der Alten Kirche vom „Arbeitskreis Alte Kirche“ der Pfarrgemeinde St. Sebastian getragen. |
| weitere Bilder | Evangelische Kirchengemeinde Lobberich      | Evangelische Landeskirchen-Gemeinde   | Steegerstraße 39, 41334 Nettetal        | 1958    | Um das Jahr 1840 sind die ersten evangelischen Christen in Lobberich nachgewiesen, die Gottesdienste fanden in angemieteten Privaträumen statt. 1885 konnte dann ein Betsaal mit ca. 80 Sitzplätzen auf der Elisabethstraße eingeweiht werden. Durch den Zuzug von Flüchtlingen und Vertriebenen nach dem Zweiten Weltkrieg wuchs die Gemeinde, ein Kirchenneubau war unverzichtbar geworden. 1954 wurde ein Neubau vom Presbyterium beschlossen, das neue Gotteshaus konnte am Sonntag Invocavit des Jahres 1958 feierlich eingeweiht werden. |
| weitere Bilder | Nettechurch Lobberich                       | Bund Freikirchlicher Pfingstgemeinden | Breyeller Straße 31, 41334 Nettetal     |         | [ 25 ] |
|                | Neuapostolische Kirche Lobberich            | Neuapostolische Kirche                | Schulzenburgweg 1a, 41334 Nettetal      | 1960    | Das Datum der Gemeindegründung ist unbekannt, die feierliche Kirchweihe des Gotteshauses am Schulzenburgweg konnte am 18. Oktober 1960 gefeiert werden. |
| weitere Bilder | Kapelle im Städtisches Krankenhaus Nettetal |                                       | Sassenfelder Kirchweg 1, 41334 Nettetal |         | [ 28 ] |
| weitere Bilder | Türkisch-Islamische Gemeinde Lobberich      | Islam                                 | Burgstraße 3, 41334 Nettetal            |         | |

### Schaag
| Abbildung      | Name / Bezeichnung | Zugehörigkeit                | Adresse, Koordinaten            | Bauzeit | Beschreibung |
| -------------- | ------------------ | ---------------------------- | ------------------------------- | ------- | --- |
| weitere Bilder | St. Anna           | Römisch-Katholische Gemeinde | An der Kirche 7, 41334 Nettetal | 1549    | Bereits 1549 ist eine Kirchengemeinde in Schaag nachgewiesen, 1708 wurde eine neue Kapelle am Ort erbaut. Diese wurde in den Jahren 1788 und 1822 erweitert, die letzten (bekannten) Renovierungs- und Verschönerungsarbeiten wurden in den 1970er Jahren durchgeführt. |